# Federação das Escolas de Samba de Pernambuco
A Federação das Escolas de Samba de Pernambuco - FESAPE - é uma entidade representativa de escolas de samba do estado de Pernambuco, Brasil. Fundada em 1954, organizou o desfile de escolas de samba no Carnaval do Recife até 1992, quando muitas escolas voltaram a participar do concurso promovido pela Federação Carnavalesca de Pernambuco, sendo que a partir de 2000 houve também o concurso da Associação das Escolas de Samba de Pernambuco.
Até 2002, a FESAPE seguiu organizando seu desfile próprio, até que em 2003 a Fundação de Cultura da Cidade do Recife assumiu o evento, unificando novamente a competição. Apesar disso, ainda as escolas de samba estão divididas entre FESAPE e AESPE, reconhecendo uma ou outra como seu órgão representativo oficial junto ao poder público e instituições privadas. 
Entre as escolas filiadas à FESAPE atualmente estão a Gigante do Samba, a Galeria do Ritmo, a Samarina e a Criança e Adolescente.